# هایک پطروسیان
هایک پطروسیان (ارمنی: Հայկ Պետրոսյան؛  زادهٔ ۱۸۹۷ - درگذشته ۱۹۳۸)  سیاستمدار اهل ارمنستان بود که از تاریخ نوامبر ۱۹۲۹ تا تاریخ مه ۱۹۳۰ سمت فهرست رئیسان سرویس امنیت ملی ارمنستان را برعهده داشت.

## زندگی‌نامه
در ۱۸۹۷  به دنیا آمد .  وی در ۱۹۳۸ در سن ۴۱ سالگی  درگذشت.